# Lilleaker

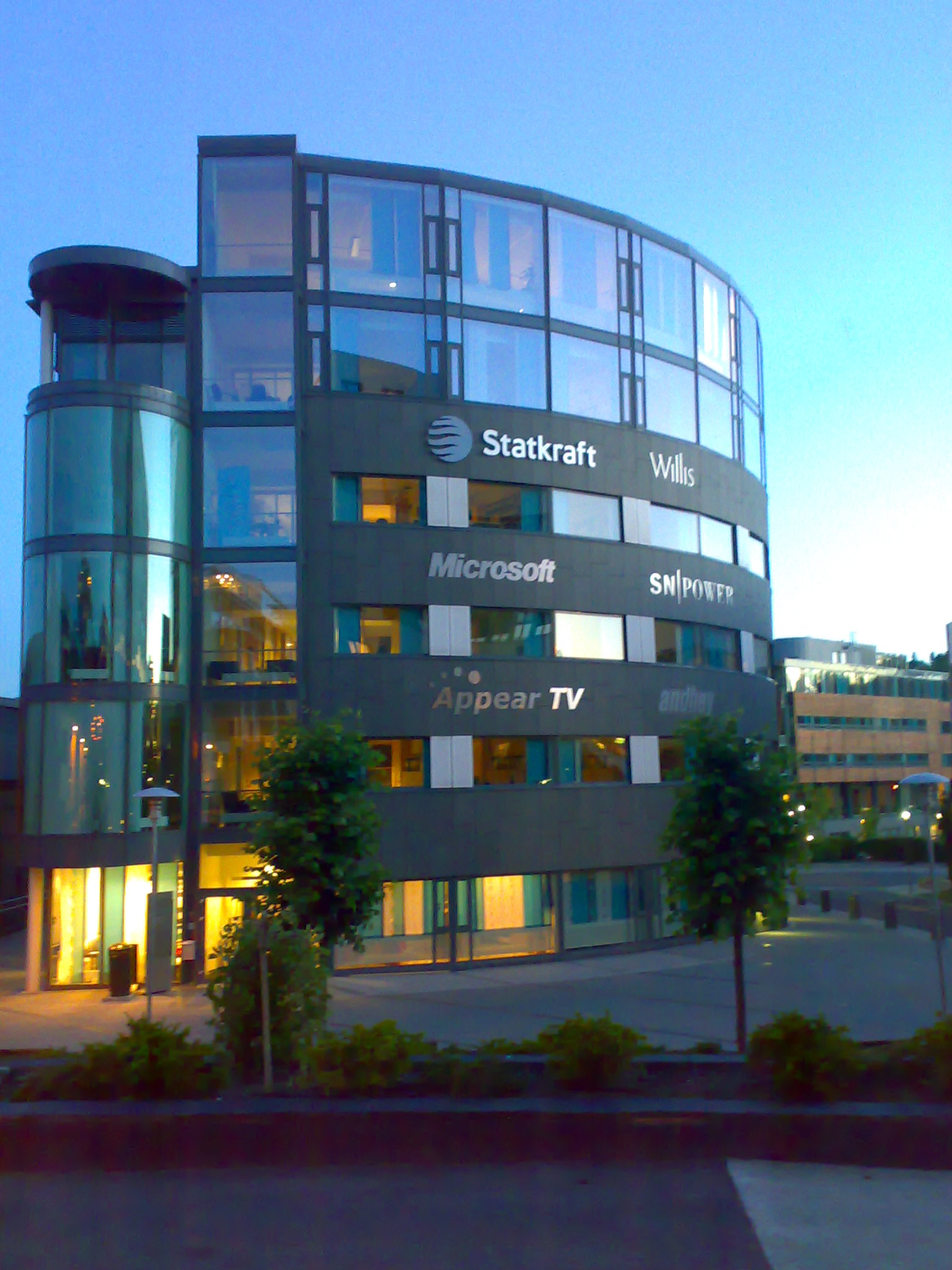
Statskrafts kontorshus i Lilleaker

Lilleaker är ett bostads- och industriområde i stadsdelen Ullern i Oslo. Det ligger vid Lysakerelva och gränsar till Lysaker och Bærums kommun i väster, till Øraker i norr och söder och till Sollerud i öster.
Namnet kommer från fastigheten Lilleaker, som var listad som egen gård år 1801.
I området ligger bland annat köpcentret CC Vest. Det betjänas av Lilleakerbanen.